# 19 Pegasi
19 Pegasi är en orange jätte i stjärnbilden Pegasus.
19 Pegasi har visuell magnitud +5,63 och är synlig för blotta ögat vid god seeing. Den befinner sig på ett avstånd av ungefär 540 ljusår.